# 혈거인

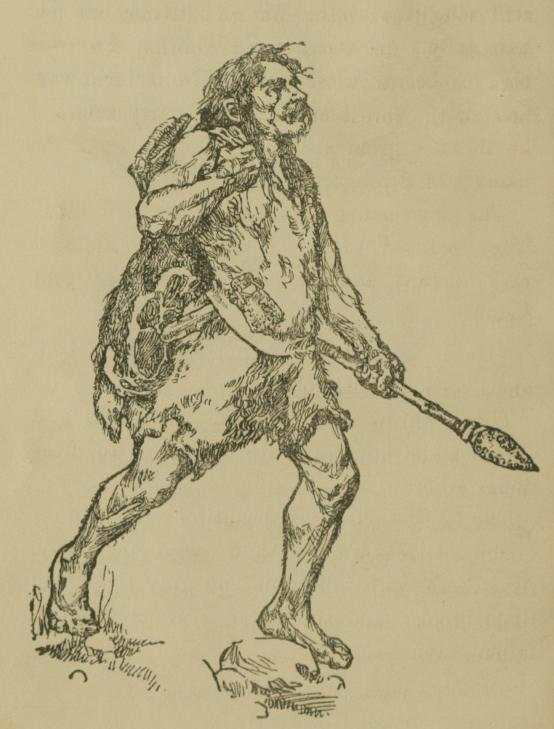

혈거인(穴居人)은 동굴 속에 사는 사람들이다. 인류는 선사시대에 동굴 생활을 하였다. 하지만 지금은 아프리카, 아시아, 유럽에 소수의 혈거인이 남아 있다. 또 현재 에스파냐에는 약 3,000명의 집시들이 동굴 생활을 하고 있는데, 동굴 안에 학교·교회·가게 등이 있다.